# Larbi Benboudaoud

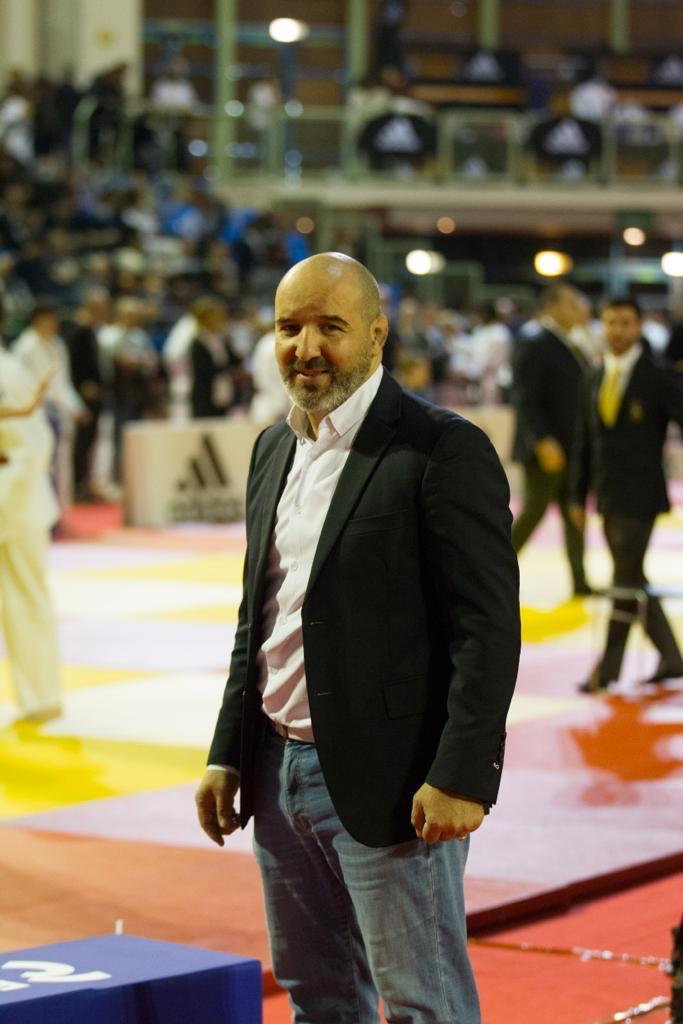
Larbi Benboudaoud, 2022

Larbi Benboudaoud (* 5. März 1974 in Bordj Zemoura, Provinz Bordj Bou Arreridj, Algerien) ist ein ehemaliger französischer Judoka. Er war Olympiazweiter 2000 und Weltmeister 1999.

## Sportliche Karriere
Der 1,70 m große Benboudaoud trat im Halbleichtgewicht bis 66 Kilogramm an. 1994 war er französischer Juniorenmeister und Siebter der Juniorenweltmeisterschaften. Bei den Junioreneuropameisterschaften gewann er 1994 eine Bronzemedaille. Bei den Europameisterschaften 1996 unterlag er im Achtelfinale dem Deutschen Peter Schlatter, nach drei Siegen in der Hoffnungsrunde erhielt er eine Bronzemedaille. Benboudahoud startete auch bei den Olympischen Spielen 1996 in Atlanta. Er gewann seinen ersten Kampf gegen den Türken Bektaş Demirel und verlor in seinem zweiten Kampf gegen den Brasilianer Henrique Guimarães.
Bei den Europameisterschaften 1997 verlor er im Halbfinale gegen den Türken Hüseyin Özkan, im Kampf um Bronze besiegte er den Ungarn József Csák. Bei den Judo-Weltmeisterschaften 1997 in Paris erreichte er das Finale und unterlag dort dem Südkoreaner Kim Hyuk. 1998 gewann Benboudaoud das Finale bei den Europameisterschaften in Oviedo gegen den Russen Islam Mazijew. Ein Jahr später siegte der Franzose im Finale der Europameisterschaften in Bratislava gegen den Italiener Girolamo Giovinazzo. Im Finale der Judo-Weltmeisterschaften 1999 in Birmingham gewann er gegen den Türken Hüseyin Özkan. Bei den Olympischen Spielen 2000 in Sydney bezwang Benboudahoud im Halbfinale den Italiener Girolamo Giovinazzo, im Finale siegte Hüseyin Özkan nach 2:46 Minuten.
Im Viertelfinale der Europameisterschaften 2001 unterlag Benboudaoud dem Slowaken Jozef Krnáč, kämpfte sich dann aber in der Hoffnungsrunde zur Bronzemedaille durch. Bei den Judo-Weltmeisterschaften 2003 in Osaka unterlag der Franzose im Finale dem Iraner Ārash Miresmāeli. 2004 nahm Benboudadoud zum dritten Mal an Olympischen Spielen teil. Er verlor seinen ersten Kampf gegen den Türken Bektaş Demirel.